# سورامریکس
سورامریکس (نام علمی: Surameryx) نام یک سرده از تیره دیرین‌جوندگان است.